# Джовани Паоло I Сфорца
Вижте пояснителната страница за други личности с името Джовани.
Джовани Паоло I Сфорца или Джампаоло I Сфорца (на италиански: Giovanni Paolo I Sforza, Giampaolo I Sforza; * 8 март 1497, Милано, Миланско херцогство; † 13 декември 1535, Неапол, Неаполитанско кралство) е италиански кондотиер от семейство Сфорца, първи маркиз на Караваджо от 1532 до 1535 г., родоначалник на линията на маркизите на Караваджо (кадетски клон Сфорца ди Караваджо), чрез брак граф на Галиате.

## Произход
Той е извънбрачен узаконен син на херцога на Милано Лудовико Мария Сфорца Мавъра (* 1452, † 1508) и на метресата му Лукреция Кривели (* 1452, † 1508). Внук е на Франческо I Сфорца. Има една сестра:
- Изабела (* 1500, † 1535), съпруга на Франческо Карминати Бергамини, граф на Сан Джовани ин Кроче

Има двама природени братя от брака на баща си: Масимилиано, 8-и херцог на Милано (1512 – 1515 и 1529 – 1530), принц на Павия, и Франческо II, 9-и херцог на Милано (1521 – 1524, 1525 – 1526 и 1529 – 1535), съпруг на принцеса Кристина Датска. Има още шест природени братя и сестри от извънбрачни връзки на баща си, както и една природена сестра от брака на майка си.

## Биография
Намерението на баща му първоначално е да го нарече Ерколе на неговия тъст Ерколе I д'Есте. Някой предлага името „Франческо“, тъй като е роден на годишнината от смъртта на херцог Франческо Сфорца. Лудовико отговаря, че не иска да обиди наскоро починалата си съпруга Беатриче, тъй като това би изглеждало все едно желае да постави новороденото над децата си от нея.
Още през 1513 г., след като Сфорца се завръщат на миланския трон за кратко, Джовани Паоло заедно с природения си брат Масимилиано участва в защитата на Новара срещу французите. След като Сфорца отново се връщат на власт с другия му природен брат Франческо II, през 1525 г. Джовани Паоло е обсаден в Замъка на Сфорците в Милано от испанците, противници на Сфорца по това време. През 1528 г. той отново е обсаден в Лоди от испанците под командването на Антонио де Лейва и от ландскнехтите; след като отблъсква атака на обсаждащите, които са отворили пробив с три часа упорита битка, той ги принуждава да изоставят обсадата след месец. Няколко месеца по-късно той се обръща към Де Лейва поради разногласия с брат си Франческо, с когото скоро намира споразумение. След това отново се бие с испанците.
През 1532 г., след Болонския мир, след като неговият брат Франческо и кралят на Испания и император Карл V се помиряват, Джовани Паоло получава като награда Маркграфство Караваджо и титлата „Знаменит“ (на итал. Illustre).
През 1535 г., след смъртта на брат си, той се насочва към Неапол, за да защити правата си върху наследството на Миланското херцогство пред Карл V въз основа на привилегия, дадена по това време от император Максимилиан I. Но докато Масимилиано Стампа кара документа да изчезне, 38-годишният Джовани Паоло умира мистериозно. Говори се, че е бил отровен от стария си враг Де Лейва, който желае да попречи на това херцогството да остане независимо под властта на Сфорца.

## Брак и потомство
∞ 1520 за Виоланте Бентивольо (* ок. 1505, † 1550), графиня на Галиате, дъщеря на Алесандро Бентивольо, граф на Маджента, и на съпругата му Иполита Сфорца, както и правнучка по майчина линия на Галеацо Мария Сфорца, херцог на Милано, от която има дъщеря и син:
- Лудовика Сфорца ди Караваджо († 1561)
- Муцио I Сфорца ди Караваджо (* ок. 1525 или ок. 1528/1529; † 1552 или 23 ноември 1553, Страсбург), маркиз на Караваджо и граф на Галиате; ∞ 19 юли 1545 в Пиаченца за братовчедка си Фаустина Сфорца ди Санта Фиора, от която има дъщеря и син.